# Copaxa evelynae
Copaxa evelynae is een vlinder uit de familie nachtpauwogen (Saturniidae), onderfamilie Saturniinae.
De wetenschappelijke naam van de soort is voor het eerst geldig gepubliceerd door Wolfe & Lemaire in 1993.